# Араухо, Мичель
Мичель Дариль Араухо Вильяр (исп. Michel Daryl Araújo Villar; родился 28 сентября 1996 года, Колония-дель-Сакраменто) — уругвайский футболист, нападающий бразильского клуба «Флуминенсе». Выступает на правах аренды за «Сан-Паулу».

## Клубная карьера
Араухо начал профессиональную карьеру в столичном клубе «Расинг». В 2016 году для получения игровой практики Мичель на правах аренды был арендован клубом «Вилья-Тереса». 17 сентября в матче против «Серрито» он дебютировал в уругвайской Сегунде. 15 октября в поединке против «Торке» Араухо забил свой первый гол за «Вилья-Тереса». По окончании аренды игрок вернулся в «Расинг». 3 сентября 2017 года в матче против столичного «Ливерпуля» он дебютировал в уругвайской Примере. 23 ноября в поединке против «Пласа Колония» Мичель забил свой первый гол за «Расинг». 
В начале 2020 года Араухо перешёл в бразильский «Флуминенсе». 1 февраля в поединке Лиги Кариока против «Боависты» Мичель дебютировал за основной состав.